# 博物館動物園駅

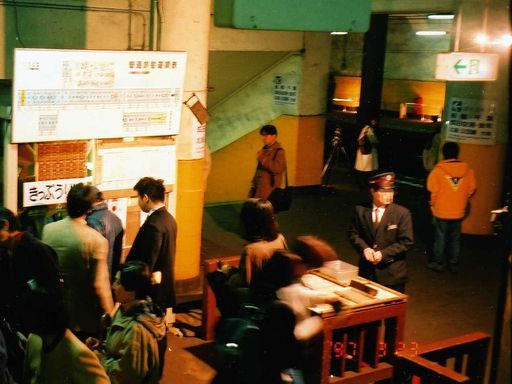
休止直前の出札・改札口
（1997年3月23日）

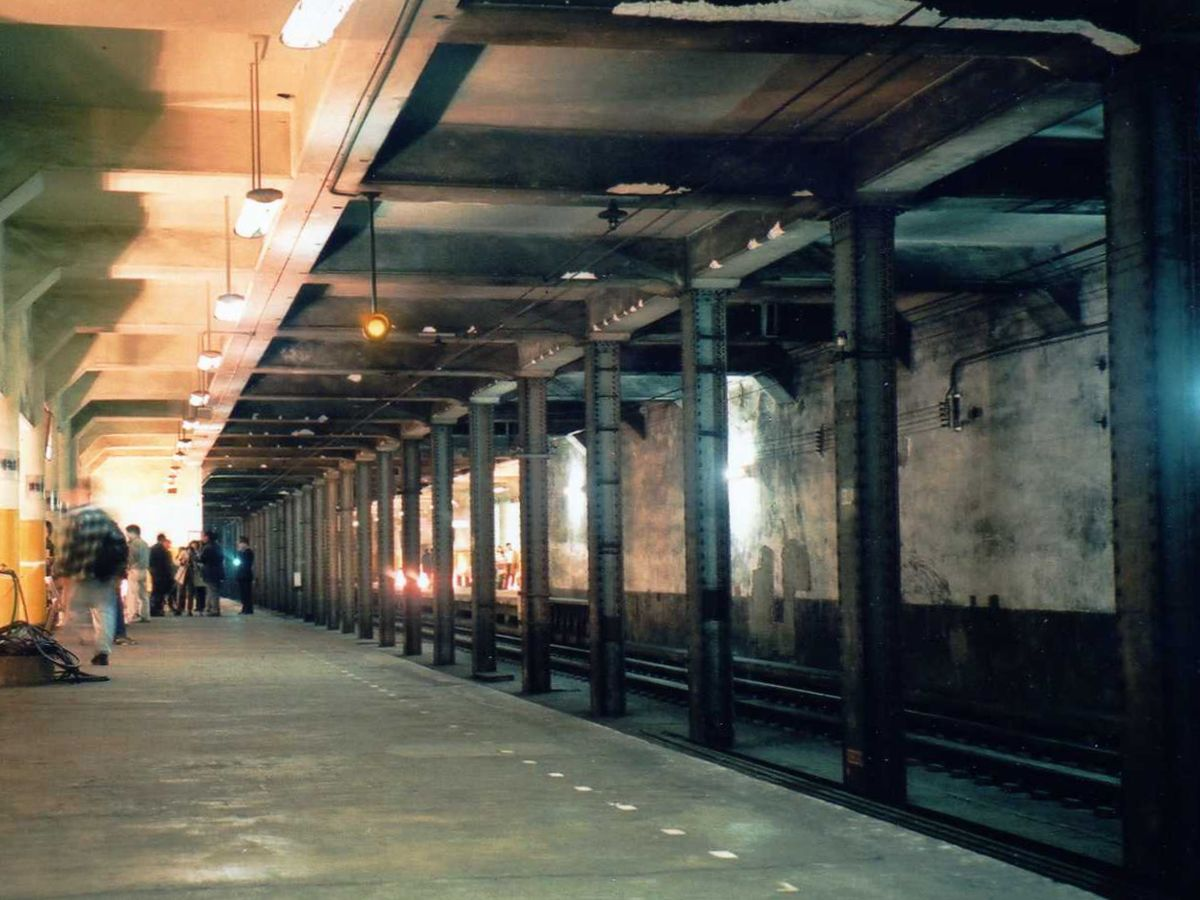
休止直前のホーム（1997年3月23日）

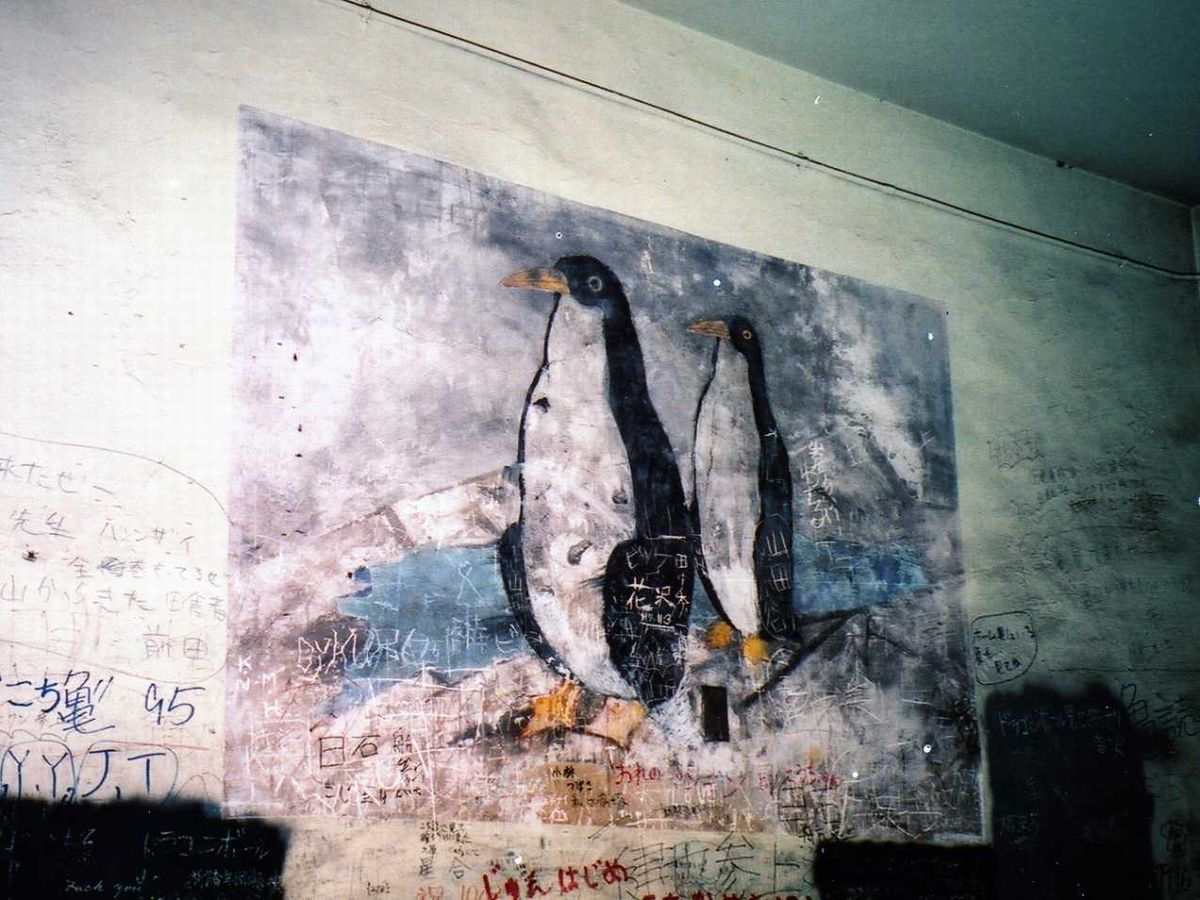
通路に描かれたペンギンの絵画。手の届くところは落書きで埋め尽くされた。
（1997年3月23日）

博物館動物園駅（はくぶつかんどうぶつえんえき）は、かつて東京都台東区上野公園にあった、京成電鉄本線の駅（廃駅）。
1933年（昭和8年）の京成本線開通に合わせ、東京帝室博物館・東京科學博物館・恩賜上野動物園や東京音樂學校、東京美術學校・旧制第二東京市立中学校などの最寄り駅として開業した。老朽化や乗降客数の減少が響いたため、1997年（平成9年）に営業休止、2004年（平成16年）に廃止された。
駅舎やホームは現存しており、京成電鉄は改修して2018年秋に公開した。

## 歴史
- 1933年（昭和8年）12月10日：動物園前停留所[6]として開業[1]。
- 1945年（昭和20年）6月10日 - 9月30日：日暮里駅 - 上野公園駅間、運輸省の接収を受け営業休止[注釈 1]。当駅は10月1日以降も休止継続[7]。
- 1953年（昭和28年）5月1日：営業再開[7]。
- 1976年（昭和51年）6月16日 - 12月15日：日暮里駅 - 京成上野駅間、同駅改良工事に伴い営業休止。
- 1988年（昭和63年）2月1日：駅構内が終日禁煙となる[8]。
- 1997年（平成9年）4月1日：休止[1][2]。
- 2004年（平成16年）4月1日：廃止[3]。
- 2018年（平成30年）4月19日：駅舎が東京都選定歴史的建造物に選定される[4]。同建造物に鉄道施設が指定されるのは初である[4][5]。

## 駅構造
地下駅で、相対式ホーム2面2線を有していたが、同一位置ではなく、上下線で互い違いにホームが設置されていた。改札口は上りホーム側に設置されていた。地上の出入口は、皇室用地だった東京帝室博物館（現・東京国立博物館）の敷地内に建設されたものと、上野動物園旧正門へ続くものの2か所があった。
前者は中川俊二設計で、国会議事堂中央部分のような西洋様式の外観が特徴で、国会議事堂よりも建築時期は古く、営業休止時まで供用されていた。後者は、昭和40年代に現行の動物園正門が開設されたことで人の流れが変わり、まもなく閉鎖された。閉鎖後は東京都美術館の資材倉庫として利用されている。
駅舎のレリーフは黒田記念館と同じものが使用されている。
地下の壁面には東京芸術大学の学生が描いたとされる「ペンギン」「ゾウ」の絵画がある。最後まで木製の改札ラッチが使われていたように、大規模な改修を受けなかったため、昭和初期のレトロな雰囲気を色濃く残していた。また、自動券売機が設置されなかったため、当駅発行の乗車券は駅員による手売りであり、1980年代まで硬券だった。他社線への連絡乗車券は発売されていなかった。
ホームや通路は薄暗く、壁はむき出しのコンクリート、さらには戦前、戦中、戦後にかけての長い営みを経て所々で煤けていた。改札からホームへ向かう階段の途中にトイレが設置されていた。
当駅の休止にあたって記念乗車券「ありがとう博物館動物園駅 営業休止記念乗車券」が発売された。5枚セットの各硬券乗車券には、ホームや改札、ペンギンの絵画など、当駅の特徴あるイメージが添えられていた。

### のりば
当駅は最後まで、のりばの番号が振られていなかった。なお、下りホームには方面案内サインが設置されていた。
- 上り - 京成上野方面
- 下り - 日暮里・京成船橋・京成千葉・成田空港方面

## 利用状況
営業休止までの1日当たり乗車人員は下表の通り。
| 年度   | 京成電鉄 | 出典   |
| ------ | -------- | ------ |
| 1990年 | 208      | [ 9 ]  |
| 1991年 | 167      | [ 10 ] |
| 1992年 | 189      | [ 11 ] |
| 1993年 | 195      | [ 12 ] |
| 1994年 | 184      | [ 13 ] |
| 1995年 | 230      | [ 14 ] |
| 1996年 | 249      | [ 15 ] |

乗降客数が最も多かったのは、1972年にジャイアントパンダが上野動物園に来園し、その後に起こったパンダブームの頃と言われる。最終年度である1996年度の人数が僅かに増加しているのは、休止直前に鉄道ファンが多数乗降したためである。

## 休廃止された理由
- ホームの有効長が短いため、本線では最も短い4両編成しか停車することができず、その4両編成でさえも先頭車両の端の部分はホームからはみ出している状態だった[2]。はみ出ている部分には列車と壁の隙間に台を設置して対応していた（それでもそこからの乗降は推奨されていなかった）が、このことが安全面で問題になっていた。
- 1981年（昭和56年）以降、普通列車の一部が6両編成になったことで、当駅を通過する普通列車が設定されたため、停車本数が減り、既存の乗降客の多くが南隣の京成上野駅を利用するようになった。当駅からの距離は0.9kmと比較的近い。
- これにより営業時間が4両編成運転時間帯に限られることになり、休止直前は7時台から18時台まで[16]で、日中は停車する列車の間隔が1時間以上開く時間帯があった。そのため、駅構内に周辺施設から利用するための注意書きが掲出されていた。
- 京成本線では将来的に4両編成の列車の運行を取り止める計画もあり、上記の問題を解消するにはホーム延伸工事が必要であるが、地下駅のため多大な費用がかかり、1日乗降人員500人程度の当駅においての実施は費用対効果が低すぎた。
- 開業以来本格的な修繕がなされていないため、老朽化が進んでいた[2]。
- 自動券売機や自動改札機が設置されておらず、改修や維持に大規模な投資が必要だった。
- 地下駅のため保安上の理由から無人化することができなかった。

## 現状
2004年以降、施設はトンネルの非常用避難路となっており、駅前後のトンネル側壁には「避難口（旧博動駅）」の誘導表示がある。
西洋式建物の地上口には、京成上野駅の利用を促す告知が休止後しばらくの間貼付され、廃止となってからは「博物館動物園駅跡 京成電鉄株式会社」のレリーフが掲出された。この地上口は扉こそ閉じられているが、休止前と変わらない佇まいである。一方、動物園旧正門側の地上口も現存し、旧出入口のコンクリート屋根のパラペット部分に右書きで「ケイセイデンシヤ」と書かれた切り文字の痕跡がかろうじて残っている。
地下施設のホームや改札も休止前の状態を保っており、列車が通過する際のわずかの間に見ることができる。上下線とも進行方向左側を眺めていると、地下道、地上への階段、案内表示などがそのままであるのが分かる。非常灯が点灯しているが暗めである。

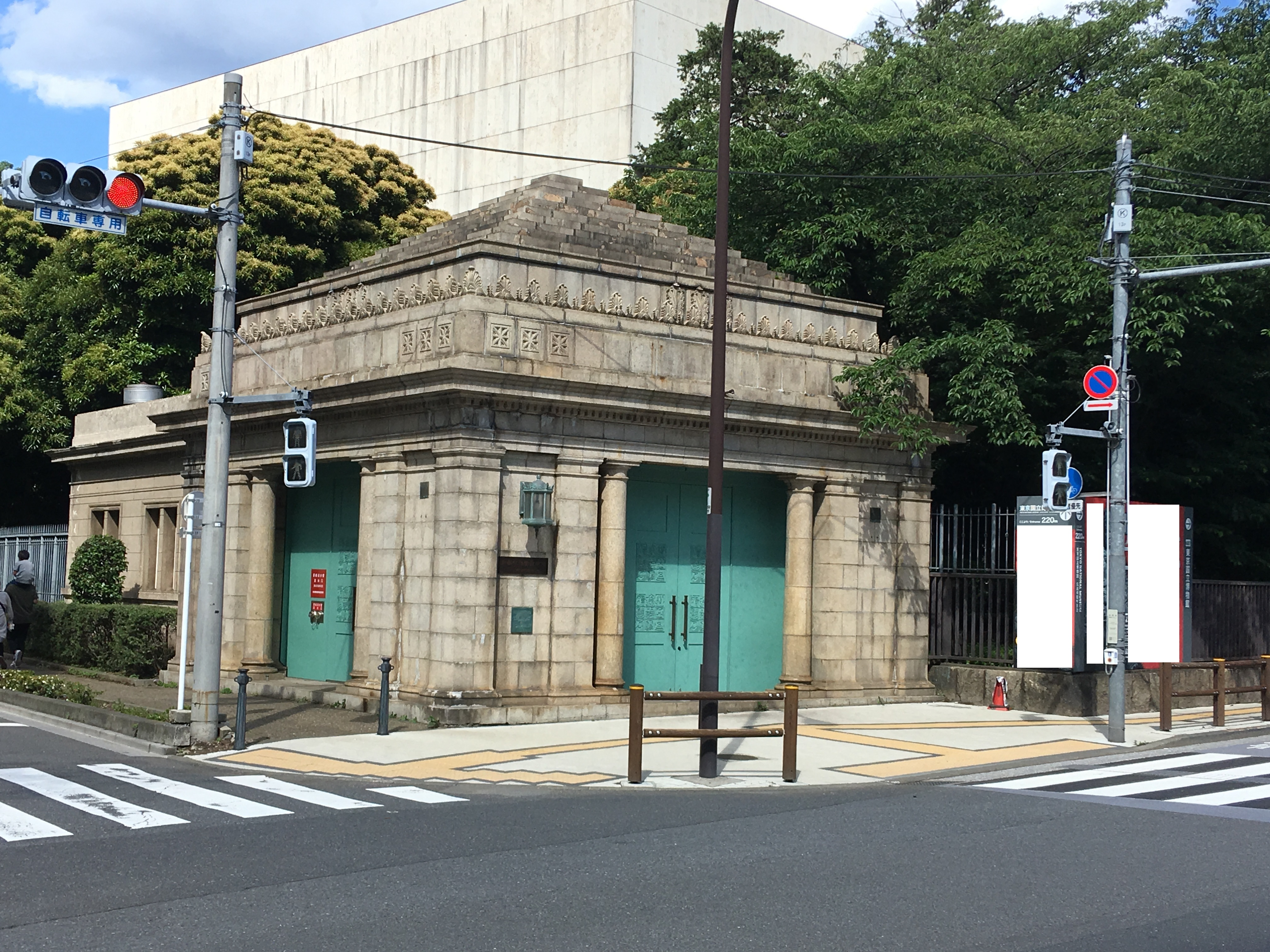
改装後の駅舎
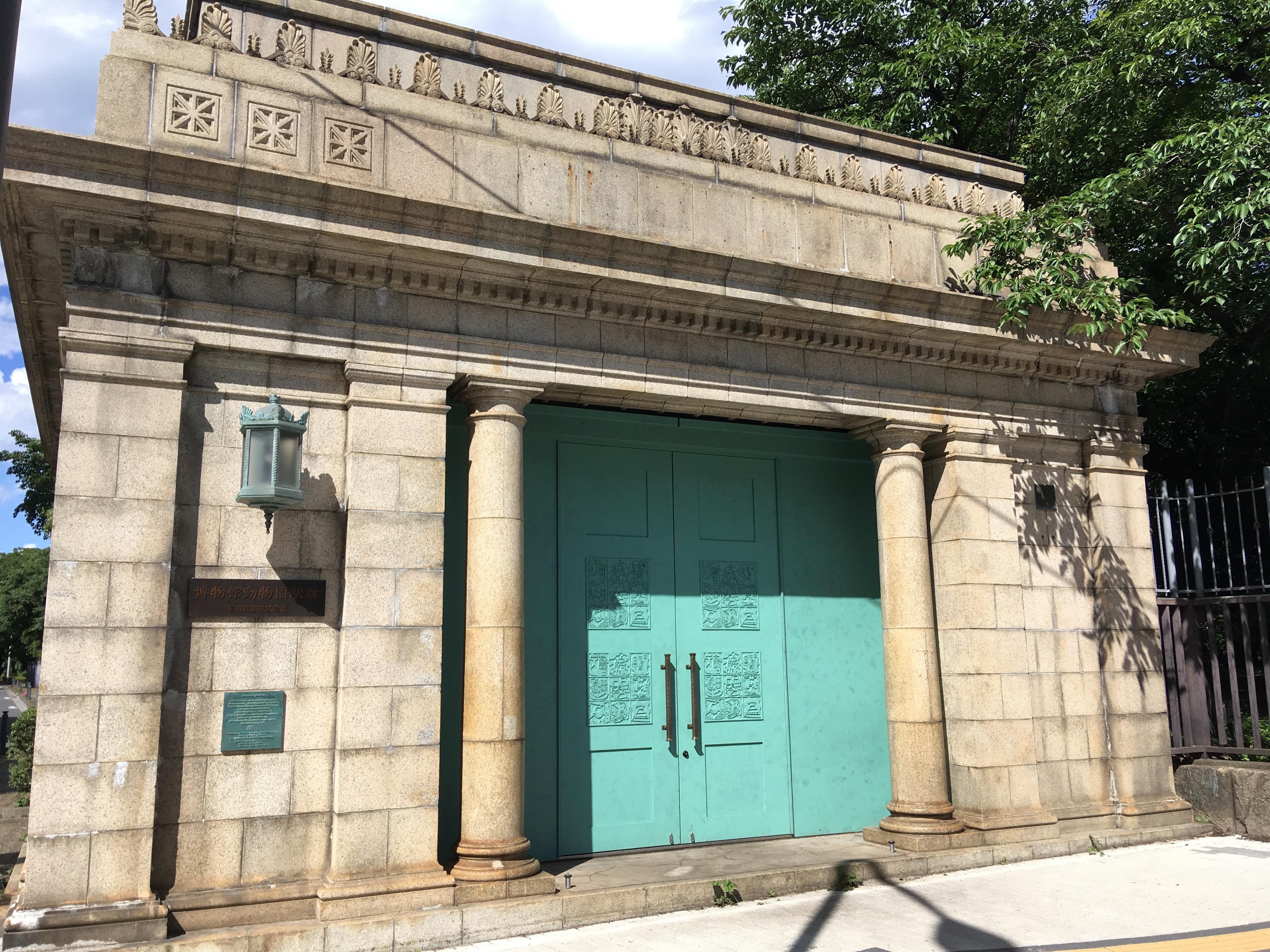
扉のデザインがリニューアルされた駅舎
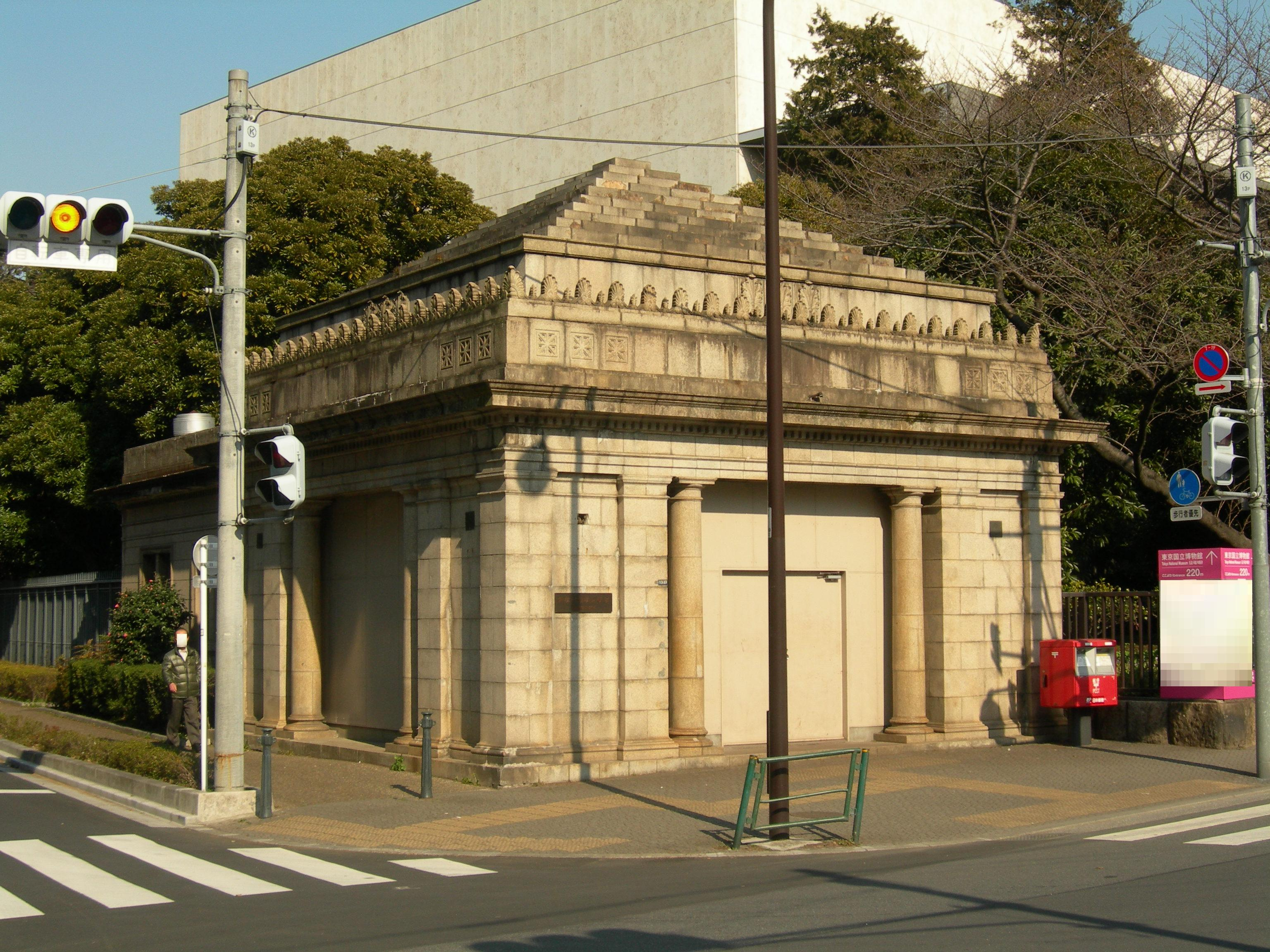
改装前の駅舎
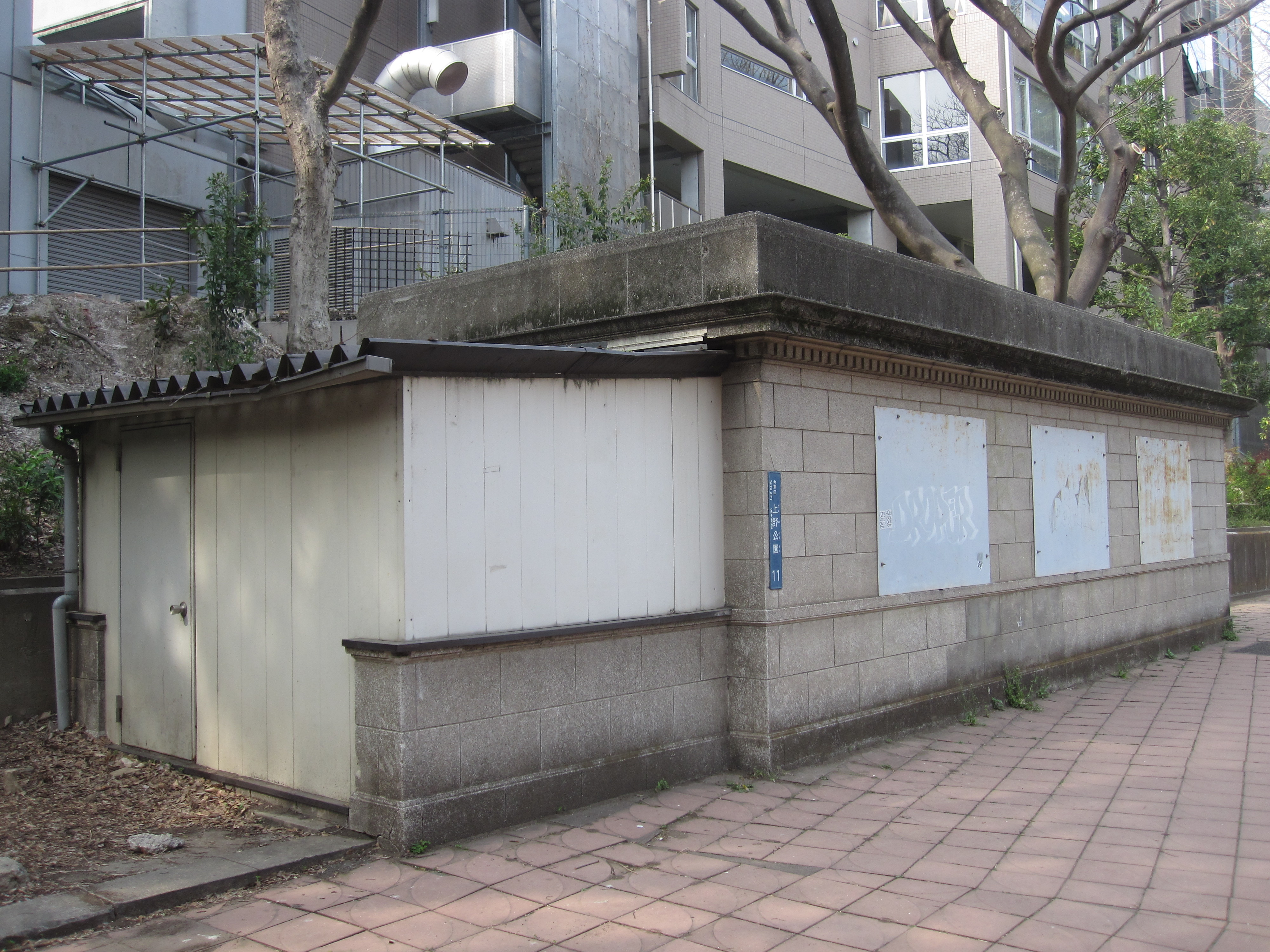
旧動物園口
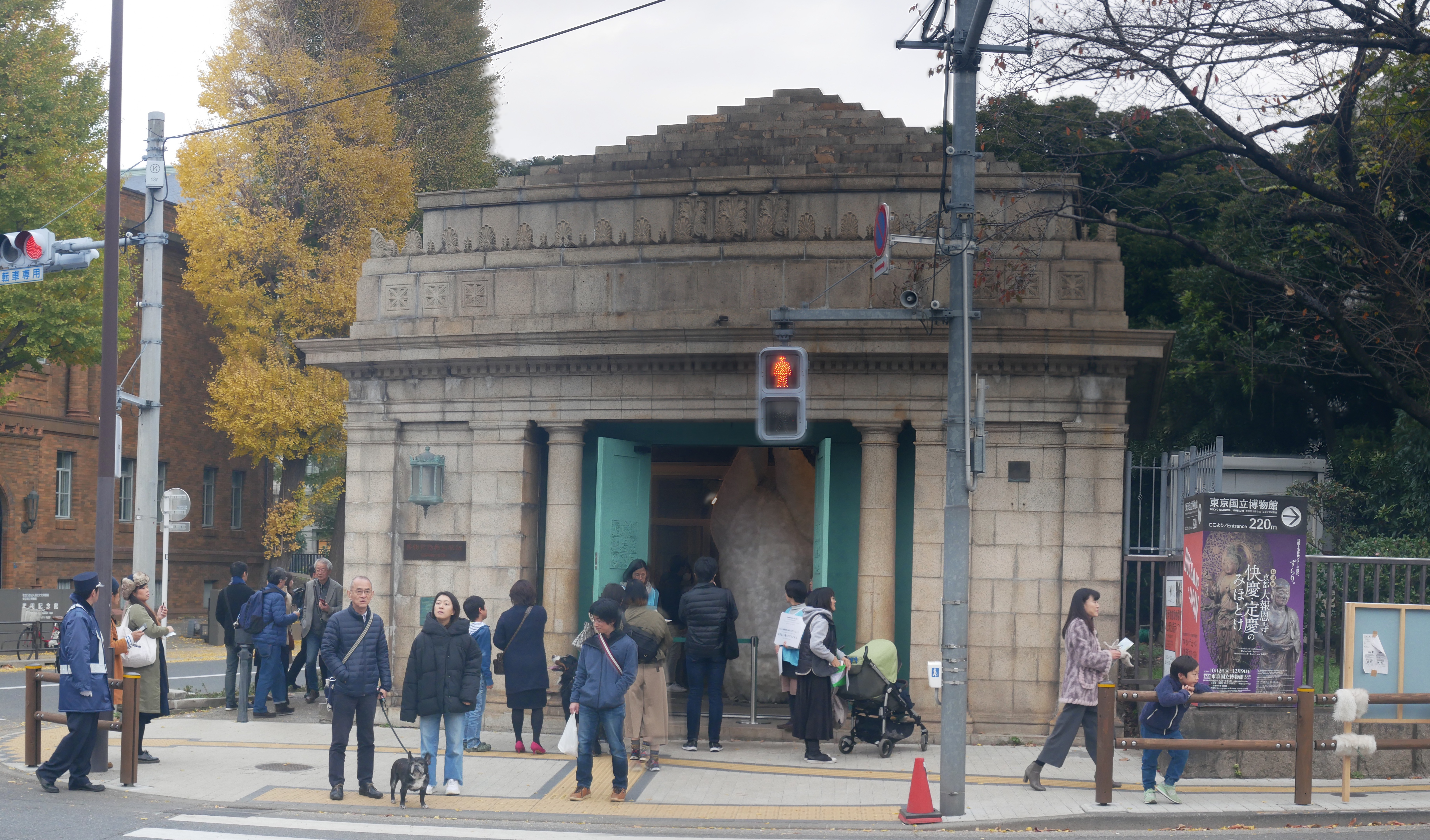
開放時の駅舎

## 文化的な活用例
- 1991年頃から「上野の杜芸術フォーラム」（2003年よりNPO法人）を中心に「M in M」（Museum in Metro）と称し、西洋式建物を含めた地下施設の保存・再生を提案している[17]。なお、営業休止以降も西洋式建物については定期的にクリーニングを行っているとしている。また、毎年9月から10月頃にかけて界隈で開催されるイベント「art-Link 上野 - 谷中」にも度々当駅を利用した企画が行われている。
- 1995年・1996年の3月には、駅構内をアート空間として照明・音響・映像などの演出を試みる『光と音のインスタレーション』というイベントが催された。クリストフ・シャルルや池田亮司らが参加していたこともあった[18]。
- 2002年1月には、上野の杜芸術フォーラムの活動をまとめた書籍『M in M project 1991-2001 - 博物館動物園駅の進化と再生』が発刊された。
- 2007年9月から10月にかけては、『PINHOLE PROJECTOR 駅が巨大な針穴写真機になる』というイベントが、西洋様式の地上口建物を使って催された。
- 2010年12月に駅舎取り付けの照明灯が復元された。電球はLEDのものを使用している[19]。
- 2018年、駅施設の一般公開。イベント演出を羊屋白玉が行い、アート作品として地上駅舎内に巨大なアナウサギのオブジェ（サカタアキコ・制作）が設置された[20]。その後の2019年3月に上りホームの旧改札口付近に移されており、車窓から確認することができる[注釈 2][21]。
- 2019年8月、美術展「大洲大作 未完の螺旋」[22][23]を開催。戦争末期に当駅を含む地下線が接収され、軍需工場や鉄道の司令室となった史実をもとに制作された。
- 2020年2月8日 - 2月24日、「京成リアルミュージアム」として公開された[24][25]。
- 2022年、東京藝術大学が京成電鉄の協力の元に3Dスキャンおよびフォトグラメトリによって当駅の3Dモデルを制作し、12月16日にソーシャルVRプラットフォームclusterおよびVRChatにてVR空間「デジタル ハクドウ駅」として公開した。一般の見学イベントでは非公開となっている箇所も含めて3Dモデル化されているため、通常立ち入ることのできない改札口周辺やホームも見ることができる[26]。

## 登場する作品
- 『サイゴーさんの幸せ』（ふくやまけいこ）
心を得て動き出した西郷さんの銅像の物語。劇中では博物館動物園駅はまだ営業しており、物語の重要な舞台となる。
- 『こちら葛飾区亀有公園前派出所』95巻[27]収録「幻!?の博物館動物園駅の巻」（秋本治）
日暮里方面から都美へ行く目的で下車する設定。ホームの端やペンギンの絵など当駅を忠実に描写している。
- 『三ツ星カラーズ』「巨大ロボを探せ〜前編〜」[28]（カツヲ）
隠された巨大ロボを探すため当該駅を通過する電車に乗る設定。入口の様子が描写されている。
- 『新幹線変形ロボ シンカリオンZ』 第15話「リーダーの資格!怒りのZグランクロス」
ダークシンカリオンが停車していた駅として登場。駅舎とホームが描写されている[要出典]。

## 隣の駅
京成電鉄
本線
京成上野駅 - 博物館動物園駅 - 日暮里駅
- 1953年までは、博物館動物園駅と日暮里駅の間に「寛永寺坂駅」があった。